# Berkheim
Berkheim är en kommun i Landkreis Biberach i det tyska förbundslandet Baden-Württemberg. Kommunen består av ortsdelarna (tyska Ortsteile) Berkheim, Bonlanden, Eichenberg och Illerbachen. Folkmängden uppgår till cirka 3 200 invånare, på en yta av 25,02 kvadratkilometer.
Kommunen ingår i kommunalförbundet Illertal tillsammans med kommunerna Dettingen an der Iller, Erolzheim, Kirchberg an der Iller och Kirchdorf an der Iller.

## Befolkningsutveckling
| Befolkningsutvecklingen i Berkheim 1975–2015 | Befolkningsutvecklingen i Berkheim 1975–2015 | Befolkningsutvecklingen i Berkheim 1975–2015 | Befolkningsutvecklingen i Berkheim 1975–2015 | Befolkningsutvecklingen i Berkheim 1975–2015 |
| -------------------------------------------- | -------------------------------------------- | -------------------------------------------- | -------------------------------------------- | -------------------------------------------- |
|                                              |                                              |                                              |                                              |                                              |
| År                                           |                                              |                                              | Folkmängd                                    | Areal (ha)                                   |
| 1975                                         | 1975                                         |                                              | 1 692                                        | 2 499                                        |
| 1980                                         | 1980                                         |                                              | 1 889                                        |                                              |
| 1985                                         | 1985                                         |                                              | 2 053                                        |                                              |
| 1990                                         | 1990                                         |                                              | 2 274                                        | 2 498                                        |
| 1995                                         | 1995                                         |                                              | 2 492                                        |                                              |
| 2000                                         | 2000                                         |                                              | 2 558                                        |                                              |
| 2005                                         | 2005                                         |                                              | 2 683                                        |                                              |
| 2010                                         | 2010                                         |                                              | 2 668                                        | 2 502                                        |
| 2015                                         | 2015                                         |                                              | 2 735                                        |                                              |
|                                              |                                              |                                              |                                              |                                              |